# Унікальна торговельна пропозиція
Унікальна торговельна пропозиція (англ. unique selling proposition, unique selling point — USP) — споживчий мотив, альтернатива іміджевої та «розважальної» реклами. УТП — це частина конкурентної переваги, на основі якої клієнт вибирає компанію або товар (виходячи з властивостей товару або послуги).

## Історія
УТП — рекламна концепція, яка отримала подальший розвиток в стратегії позиціонування (Е. Райз, Дж. Траут і ін.) Спочатку термін бувзапропонований Россером Рівсом для товарно-орієнтованих ринків. Пропозиція може бути пов'язано з винятковими властивостями товару і з твердженням, якого ще ніхто не робив на ринку раніше. 
Теорія УТП була розроблена агентством «Тед Бейтс енд компані» на початку 1940-х років, партнером якого виступав Россер Рівс. У 1980-х роках теорія отримала розвиток в роботах Х. Болдуіна, Д. Шультца і ін. Р. Рівс акцентував увагу на творчу складову стратегії рекламування, яка не старіє, оскільки УТП визначається не тільки характеристиками, закладеними в товарі, а й мистецтвом дивувати: тобто тим, як про цей товар сказано в рекламі.  

## Визначення
Россер Рівс дав наступні визначення УТП:
1. Кожне рекламне повідомлення робить вигідну пропозицію споживачу, придбати товар або послугу заради конкретної користі, а не звичайний рекламний текст позбавлений конкретного вмісту.
2. Зроблена пропозиція має бути унікальною, такою, що конкурент не може запропонувати або просто не пропонує, хоча і має таку можливість.
3. Пропозиція має бути достатньо сильною і переконливою, щоб заохотити нових і потенційних споживачів.

## Структура
Згідно з первісною теорією, унікальна торгова пропозиція складається з трьох частин: 
1. Кожне рекламне повідомлення містить звернення до покупця з обіцянкою конкретної вигоди.
2. Пропозицію сформовано таким чином, що конкурент або не може його дати, або не встигне висунути раніше.
3. Пропозиція повинна мати велику силу, щоб привернути до себе якомога більше споживачів.

## Еволюція
Йеспер Кунді вводить доповнюючу концепцію УТП, поняття унікальної ціннісної пропозиції компанії, вважаючи, що цю ціннісну позицію можна переміщати з одного сегмента ринку в інший, утримуючи аудиторію, яка розділяє основні цінності компанії незважаючи на високу швидкість копіювання інновацій і УТП. Автор книги «Унікальність тепер ... або ніколи» також відносить поняття до елементів концепції ціннісного позиціонування компанії Майкла Портера. У книзі цей інструмент реклами переходить від цінності товару до створення вартісного ланцюжка бренду або унікальної ціннісної пропозиції для бренду. 
Кевін Дробо удосконалює концепцію УТП, стверджуючи, що для споживача, організації відрізняються наявністю або відсутністю сильного бренду і називає цю позицію комерційною унікальністю. Автор книги «Секрети сильного бренду» звертає увагу на чергову модернізацію УТП або на перехід до його різновиду, запропонованого іспанським маркетологом Раулем Перальба у вигляді ідеї унікальної емоційної пропозиції, в яку закладаються емоції, адресовані архетипу людини. Ця пропозиція може бути набором ситуативних та рольових моделей культури з різним ступенем лояльності споживача до бренду. Така унікальна пропозиція створює численні варіації для самовираження споживача, але не є гарантією успіху бренду.
В сучасному світі маркетингу УТП тісно пов'язана і переплітається з позиціюванням і  сегментуванням ринку. В комплексній маркетинговій і рекламній стратегії ці речі є взаємопов'язані і доповнюють одне одного.

## УТП в маркетингу
У маркетингу стратегія УТП вважається однією з основних раціоналістичних стратегій комунікації з потенційними покупцями, стратегією рекламування товарів. 
1. УТП визначається не тільки тим, що закладено в самому товарі;
2. УТП визначається тим, що і як сказано про цей товар в рекламі.

Щоб вміло використовувати стратегію УТП в сучасних умовах, маркетологам важливо зрозуміти, які твердження про товар сприймаються, як унікальні, і вміти передбачати особливості сприйняття такої реклами. 
Завдання маркетолога, стосовно УТП, полягає в необхідності:  
- оцінки відповідності маркетингової пропозиції усталеним у споживача уявленням про комплексну якість товару.
- передбачення небажаної реакції потенційних споживачів і намагання нейтралізувати їх;
- оцінки унікальності пропозиції конкурентів і використанні в комунікації контр-пропозиції або відкритті іншої унікальності.

## Алгоритми впровадження УТП
Для створення повідомлення УТП визначають: 
1) цільову аудиторію; 
2) носія;
3) графік проведення комунікаційної кампанії. 
Шляхи створення УТП:  
- модифікувати,

- вдосконалити товар або розповісти раніше невідомі факти про нього.

Підготовчими етапами для розробки УТП є:  
- визначення критеріїв відбору потенційних клієнтів;
- пошук каналів присутності споживачів;
- розробка варіантів пошуку аудиторії і вибір комунікаційних каналів для пошуку.